# Kushiro (Fluss)
Der Kushiro (jap. 釧路川, Kushiro-gawa) ist ein 154 km langer Fluss auf der japanischen Insel Hokkaidō. Er entspringt dem Kussharo, einem 80 km² großen See im Norden der Unterpräfektur Kushiro, und fließt in Richtung Süden, bis er in der gleichnamigen Stadt in den Pazifischen Ozean mündet. In seinem Verlauf drainiert er vor allem das Kushiro-Feuchtgebiet, das mit rund 200 km² das größte Japans darstellt und zum Teil dem Kushiro-Shitsugen-Nationalpark angehört.
Seit den 1980er Jahren steht der Fluss samt Umland unter verstärktem Schutz und erfährt eine Reihe von Naturschutzmaßnahmen.

## Verlauf
Der Kushiro entspringt dem Kussharo-See auf 121 Metern Höhe, in der Nähe der Gemeinde Teshikaga. In der Folge erstreckt sich der Fluss in das Kushiro-Feuchtgebiet, in dem er unzählige Zuflüsse von kleineren Kanälen erhält. Zu seinem Flusssystem mit einem Einzugsgebiet von 2510 km² gehören 38 Flüsse, unter anderem der Setsuri mit 59,8 km und der Kuchoro mit 60,2 km Länge, in ihn. Im Landkreis Kawakami hat er zudem Anschluss an die Seen Shirarutoro, Takkobu und Toro, ehe er im Hafen von Kushiro in den Pazifik mündet.

## Naturschutz
Nachdem der Fluss Mitte des 20. Jahrhunderts an vielen Stellen begradigt wurde, um Flächen für Ackerbau und Industrie zu schaffen, verkleinerte sich die Fläche des Feuchtgebiets innerhalb von 50 Jahren um 20 %. Im Rahmen der Ramsar-Konvention ordnete das japanische Umweltministerium entsprechende Gegenmaßnahmen an. So wurde ein ehemals begradigter Flussteil mit Kosten von acht Millionen US-Dollar wieder in eine ursprüngliche, gewundene Form zurückgebracht. Zudem wird in weiteren Projekten versucht, den Einstrom von Sedimenten zu verhindern sowie die Vegetation zu verstärken.
Im Einzugsbereich des Kushiros leben etwa 2000 verschiedene Tierarten, wie beispielsweise der stark bedrohte Mandschurenkranich oder der japanische Huchen. Die Lachspopulationen des Flusses werden mit künstlichen Zuchtstationen aufrechterhalten.